# Atic Atac
Atic Atac je akční dobrodružná videohra typu arkáda pro počítače ZX Spectrum a BBC Micro vyvinutá a distribuovaná firmou Ultimate Play The Game z roku 1983. Hru napsali bratři Tim a Chris Stamper.
Hráč prochází rozsáhlé bludiště zobrazené v neobvyklé perspektivě, místnosti jsou zobrazené z pohledu shora, avšak postavy jsou ukázány zpohledu ze strany. Tato perspektiva byla později mnohokrat napodobená.